# Haus Baaken

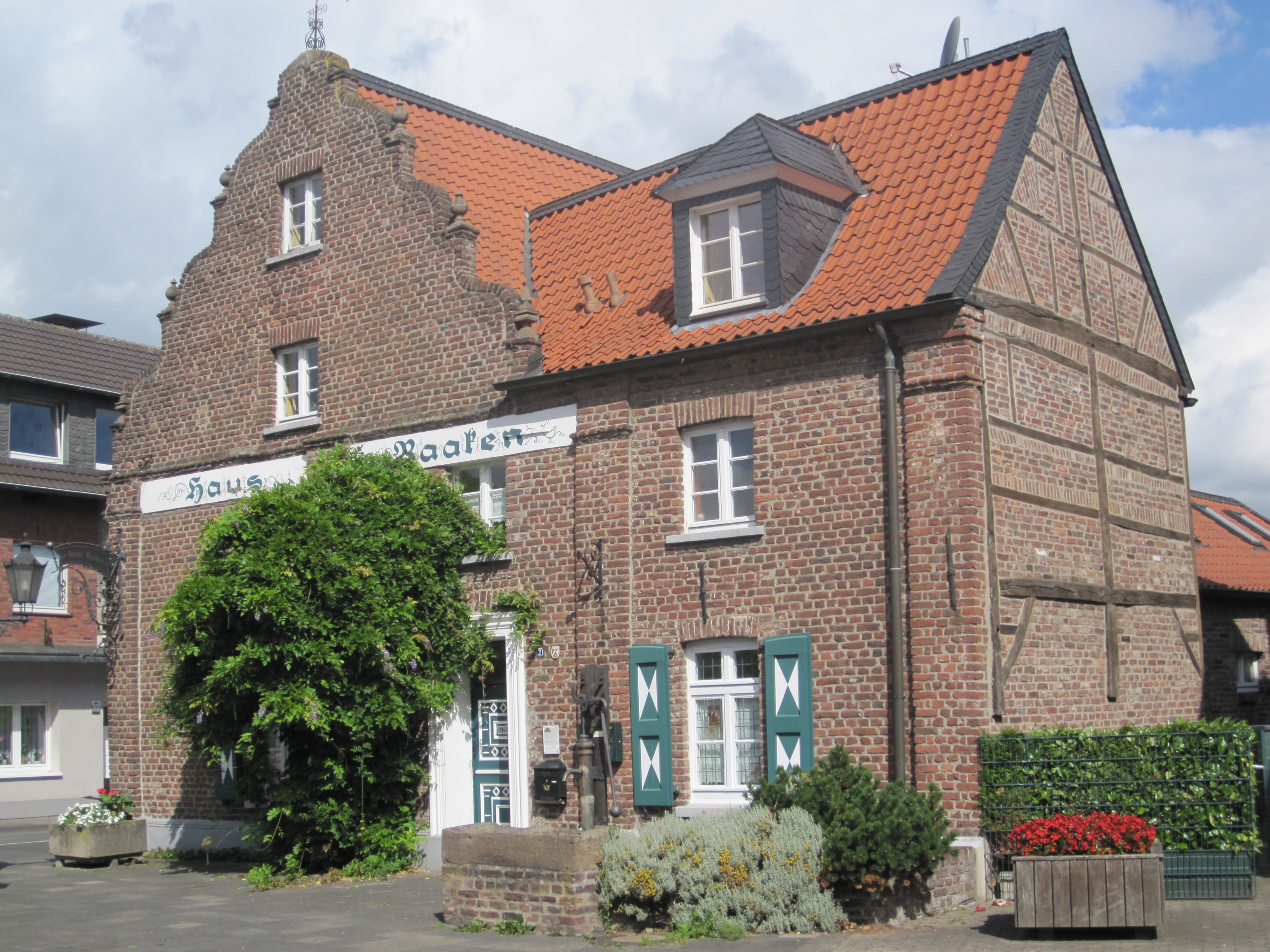
Haus Baaken von der Vluyner Straße

Haus Baaken ist ein denkmalgeschütztes Gebäude, zentral gelegen im Kempener Stadtteil Tönisberg.

## Baugeschichte
Die ältesten Gebäudeteile, der Rest eines zweigeschossigen Fachwerkgerüsts, stammen nach mehreren Indizien aus dem Zeitraum vor 1600. Das heutige Hauptgebäude wurde unter Anbindung des Altbaus ursprünglich als Fachwerkbau errichtet und ist dendrochronologisch auf 1611 belegt. Das Gebäude erhielt in einem durchgreifenden Umbau seine heutige Fassade 1750, wie dies durch die eiserne Giebelzier dokumentiert ist. Diese kennzeichnet sich in der niederländisch-spätbarocken Gestaltung der Außenmauern zu den Straßen hin und dem Schweifgiebel mit Kugelaufsätzen. Durch die Gemeindegrenze mitten in Tönisberg gehörte Haus Baaken bis 1929 zur Gemeinde Schaephuysen.
Das Gebäude wurde über 250 Jahre als Gasthaus genutzt. Dieses trug die Namen Jägerhof und Restauration zum Hirschen sowie seit Ende des 19. Jahrhunderts seinem heutigen Namen Haus Baaken nach dem damaligen Besitzer Johann Baaken.
1986 wurde das Gebäude einer Kernsanierung mit verschiedenen Umbauten zur besseren Nutzung der Gaststätte unterzogen. Diese Umbauten wurden nach Schließung der Gaststätte 2002 bei einer erneuten Sanierung 2006/2007 durch den neuen Eigentümer Lutz Weynans wieder zurückgenommen.
Von 2008 bis 2017 befand sich in den früheren Gasträumen, bestehend aus Stube mit Kölner Decke, Kaminzimmer und Opkammer, das Museum für Niederrheinische Pottbäckerkeramik, die regionale Töpfereisammlung des Eigentümers Weynans mit Wandfliesen und Schüsseln. Im ältesten Gebäudeteil, dem ehemaligen Schankraum, wurde die Heimatstube des Heimatvereins Tönisberg eingerichtet, in der unter anderem ein Webstuhl an die örtliche Hausweberei erinnerte. Die Obergeschosse wurden als Wohnraum genutzt.
Anfang 2017 wurde das Gebäude zu einer privaten Nutzung verkauft und die Sammlung des Pottbäckermuseums an das Rheinische Landesmuseum gegeben, die Heimatstube wurde geräumt.